# Natalja Padierina
Natalja Fiodorowna Padierina, ros. Наталья Фёдоровна Падерина (ur. 1 listopada 1975 w Swierdłowsku), rosyjska strzelczyni sportowa, wicemistrzyni olimpijska, mistrzyni świata.
Specjalizuje się w strzelaniu z pistoletu pneumatycznego. Srebrna medalistka olimpijska z Pekinu. Oprócz srebra – zdobytego w strzelaniu z 10 metrów – z Pekinu jej największym sukcesem jest złoto mistrzostw świata z 2006 w tej samej konkurencji.
Mistrzyni świata z 2006 roku z Zagrzebia w strzelaniu z pistoletu pneumatycznego.

## Starty olimpijskie (medale)
Pekin 2008
- pistolet 10 m – srebro[2]